# Мецаморська атомна електростанція
Мецамо́рська АЕС (також Армаві́рська АЕС, або Вірме́нська АЕС, вірм. Մեծամոր ատոմակայան – Mecamor atomakayan) — єдина у Вірменії атомна електростанція, розташована неподалік від Армавіра, найближче до станції місто — Мецамор.
АЕС містить два енергоблоки із реакторами ВВЕР-440/270. Перший введений в експлуатацію 22 грудня 1976, другий — 5 січня 1980. Постачальником палива для працюючого енергоблоку з 2009 року є компанія «ТВЕЛ», що виготовляє особливо стійкий до вібраційних навантажень тип палива.
Також було розпочато будівництво третього та четвертого енергоблоків. Але будівництво було зупинено 1986 року, коли сталася аварія на ЧАЕС.

#### Зупинка після землетрусу
Після Спітакського (Ленінаканського) землетрусу 1988 року Рада Міністрів СРСР у 1989 році ухвалила рішення вивести АЕС із експлуатації, оскільки станція розташована в сейсмонебезпечній зоні. 25 лютого 1989 року зупинили реактор на першому енергоблоці, а 18 березня того ж року — на другому.
Зважаючи на енергетичну кризу у Вірменії, 7 квітня 1993 року Уряд Вірменії ухвалив рішення про запуск в експлуатацію другого енергоблоку АЕС, і 5 листопада 1995 року, після шести років консервації, другий енергоблок було запущено в експлуатацію.
Із чотирьох енергоблоків працює лише один (другий), третій та четвертий так і не були добудовані після аварії на Чорнобильській АЕС, а перший непрацездатний після виведення з експлуатації 1989 року.

#### Модернізація
На станції виконується «Програма щодо продовження терміну експлуатації енергоблоку № 2», головне завдання якої — відновити ресурс роботи станції та продовжити його щонайменше на 10 років, підвищити рівень безпеки та ефективності АЕС.
Головним підрядником стала компанія «Русатом сервіс» (входить до «Росатому»), а вартість робіт досягає $300 млн. З них, за даними Міністерства енергетики Вірменії, не менше $170 млн буде спрямовано на роботи з підвищення рівня безпеки єлектростанції. Очікується, що після модернізації робота станції буде продовжена до 2027 року. Проте вірменський регулятор атомної галузі компанія «Арматом» не виключає, що станція зможе працювати й після 2027 року.

#### Хронологія модернізації
У квітні 2018 року був зупинений четвертий турбогенератор. Почалися роботи з модернізації машинного залу. Роботи виконує російська компанія «Атоменергоремонт».
1 червня енергоблок № 2 було зупинено для проведення планово-попереджувального ремонту. Зокрема було замінено конденсатори та сепаратори. Також був виведений на ремонт турбогенератор № 3. У роботах з модернізації задіяні українські підприємства. Наприкінці липня 2018 року спеціалісти підприємства «Турбоатом» здали представникам Вірменської АЕС циліндри високого тиску ЦНТ-1.
1 серпня енергоблок було підключено через четвертий турбогенератор. Вірменська АЕС почала поставляти до енергосистеми країни 210—215 МВт електроенергії. Третій турбогенератор було запущено у грудні 2018 року. Випробування довели, що агрегат може працювати з потужністю, вищою за номінальну (240 МВт).
У лютому 2019 року було поставлено новий турбогенератор для модернізації турбогенератору № 4. Окрім робот у машинній залі, будуть проведені роботи з заміни інформаційно-обчислювальної системи станції, модернізації системи управління та захисту реактору, системи внутрішньореакторного контролю. Також буде проведений ремонт реакторної установки та підготовка до відновлювального відпалу корпусу реактора.
У червні 2019 року Вірменська АЕС та паливна компанія «ТВЕЛ» підписали контрактні документи на поставку ядерного палива на 2019—2020 роки, що дозволить задовольнити потреби Вірменської АЕС у свіжому ядерному паливі та сформувати резерв на майданчику станції, що підвищує надійність забезпечення реактора паливом.
Проміжні підсумки робіт було підбито під час планового засідання Спільного координаційного комітету з проекту продовження терміну експлуатації енергоблоку № 2. У нараді взяли участь представники усіх підприємств і компаній, що задіяні у програмі модернізації — Міністерства енергетики та природних ресурсів Вірменії, Держкомітету з регулювання ядерної безпеки, Держкорпорації «Росатом», АТ «Русатом Сервіс», ЗАТ «Айкакан атомайин электракаян», АТ «Концерн Росенергоатом», ЗАТ «Арматом», ЗАТ «Науково-дослідницький центр з ядерної та радіаційної безпеки».
Протягом 2019 року на енергоблоці № 2 Вірменської АЕС тривав планово-попереджувальний ремонт, після завершення якого, у вересні 2019 року, енергоблок було виведено на енергетичний рівень потужності та під'єднано до електромережі. Під час ремонту було проведено повне вивантаження ядерного палива з реактора, промивка та підготовка його до контролю, проведено інструментальне обстеження корпусу реактора і попередній аналіз результатів, завершено інструментальне обстеження елементів 1-го і 2-го класів безпеки з попередніми висновками, відновлювальний ремонт чотирьох каналів системи управління і захисту (СУЗ) реактора на верхньому блоці реактора, модернізована (проведено заміну електрообладнання) система управління і захисту реактора, спринклерна система, що забезпечує цілісність будівлі реакторного відділення при аварійних ситуаціях, завершено процес заміни теплоізоляції трубопроводів і обладнання системи першого контуру, що перетворює теплову енергію ядерного палива в енергію «гострого пару», що направляється на турбіни, а також окремих насосів, арматури, елементів трубопроводів систем 2-го і 3-го класів безпеки, блоків акумуляторів системи надійного живлення. Окрім того, була завершена модернізація турбіни № 3, яка почалася минулого року. Разом з тим, тривають роботи на обладнанні другого комплекту турбіна-генератор-трансформатор, після яких буде завершено модернізацію обладнання машинного залу турбінного цеху. Очікується, що проведення таких робіт підвищить відпускну потужність енергоблоку на 10 % за рахунок коефіцієнту корисної дії.
1 липня 2020 року в рамках модернізації та подовження терміну експлуатації другого енергоблоку АЕС з метою підвищення ефективності та надійності станції Вірменська АЕС зупинилася на черговий планово-попереджувальний ремонт (ППР). У 2020 році виконано капітальний ремонт турбогенератора, проведено інструментальне обстеження приводів систем керування і захисту реактора, перевірені прилади неруйнівного контролю металу. Також завод підготовлений до модернізації системи аварійного охолодження активної зони реактора і до відпалу корпусу реактора. На станцію доставлений блок відпалу, роботи з його складання вже завершені. 
Відновлювальний відпал корпусу реактора дозволить на 80-85 % повернути вихідні характеристики металевої оболонки реактора. Ця важлива наукомістка робота для підвищення безпеки станції пройде у 2021 році.
Генеральний директор Вірменської атомної станції Едуард Мартиросян: «Після успішного виконання всіх запланованих заходів в цьому році Державний комітет з регулювання ядерної безпеки при уряді Вірменії продовжить ліцензію на експлуатацію станції до 2026 року. Крім того, після процедури відпалу на АЕС фізичний і механічні властивості корпусу реактора будуть відновлені, щоб установка могла працювати після 2026 року».
15 травня 2021 року на Вірменській АЕС стартував ключовий ППР в рамках модернізації та продовження терміну експлуатації станції. АЕС зупинилася на 141 день - це найтриваліший ППР з початку реалізації проєкту. Настільки довга зупинка пов'язана з кінцевими роботами з модернізації другого енергоблоку Вірменської АЕС, в ході якої буде проведено відновлювальний відпал реактора. Відновлення фізико-механічних властивостей корпусу реактора дозволять експлуатувати його і після 2026 року - як мінімум ще до 2036. Пуск енергоблоку заплановано на 2 жовтня 2021 року.
У липні на Вірменській АЕС завершилися роботи з відновлювального відпалу корпусу реактора ВВЕР-440 енергоблоку №2. До проведення відпалу був виконаний контроль корпусу реактора неруйнівними методами (візуально-вимірювальний, струмовихровий і ультразвуковий). Роботи з відпалу проводили фахівці Вірменської АЕС спільно з фахівцями російських компаній і організацій, серед яких АТ ДКБ «ГІДРОПРЕС», АТ «НВО« ЦНИИТМАШ », АТ« Атоменергоремонт », НДЦ« Курчатовський інститут », ЦНДІКМ «Прометей». Організацію робіт в рамках контракту з модернізації здійснює АТ «Русатом Сервіс» (електроенергетичний дивізіон Держкорпорації «Росатом»). В цей час для порівняння результатів проводяться роботи з повторної перевірки.
17 жовтня Вірменську АЕС підключено до єдиної енергосистеми Вірменії. Завершальний планово-попереджувальний ремонт (ППР-2021) у рамках проекту з модернізації та продовження терміну експлуатації Вірменської атомної станції завершився.
За час проекту з модернізації та продовження терміну експлуатації Вірменської АЕС виконано величезний обсяг роботи. З 2015 року було закуплено обладнання та проведено робіт на суму близько $250 млн. Було здійснено обстеження та модернізація близько 5 тис. одиниць обладнання, проведено модернізацію спринклерної системи, системи надійного живлення, замінено системи автоматики та управління, повністю замінено обладнання машинного залу, що дозволило збільшити генерацію електроенергії на 10-15% за тих самих витрат палива.
Для проведення робіт з модернізації на станцію було доставлено близько 150 вагонів великогабаритного обладнання з Москви, Красноярська, Харкова, Запоріжжя, Санкт-Петербурга та інших міст. Статор та ротор вагою 180 тонн для турбогенератора АЕС, парові турбіни довжиною майже 25 метрів, трансформатори та інше велике та великовагове обладнання. Доставка на Вірменську АЕС здійснювалася наземним транспортом, морем, а також залізничним транспортом вже на АЕС. Для того, щоб доставити все необхідне обладнання, було відремонтовано залізницю Армавір-Аршалуйс, яка веде до АЕС. Цього року пройшли завершальні роботи щодо проекту — модернізовано систему аварійного охолодження активної зони реактора, відремонтовано басейн витримки ядерного палива. Відновлюваний відпал дозволив повернути експлуатаційні характеристики металу реактора до вихідного стану на 80-85%.

#### Будівництво нових блоків
20 січня 2022 року відбувся російський День АСММ (атомних станцій малої потужності), Держкорпорація «Росатом» та керівництво Вірменської атомної електростанції підписали Меморандум про взаєморозуміння для опрацювання можливого співробітництва щодо спорудження нових атомних енергоблоків російського дизайну на території Республіки Вірменія.